# Bungo Stray Dogs
Bungo Stray Dogs (jap. 文豪ストレイドッグス, Bungō Sutorei Doggusu) ist eine Manga-Serie von Kafka Asagiri und Sango Harukawa. Sie erscheint seit 2012 in Japan und wurde als Light Novel und Anime-Fernsehserie adaptiert. Das Werk ist in die Genres Action, Mystery, Comedy und Krimi einzuordnen.

## Inhalt
Die Serie dreht sich um die „Bewaffneten Detektive“, deren Mitarbeiter alle übersinnliche Fähigkeiten haben. Sie lösen – oft im Auftrag der Polizei – besonders schwere Fälle oder solche, in denen andere Menschen mit übernatürlichen Fähigkeiten involviert sind. Ihr Gegenspieler ist dabei die Hafenmafia, die Handlung spielt in der Stadt Yokohama. Viele der Charaktere sind nach bekannten, vor allem japanischen Autoren benannt und ihre Fähigkeiten sind aus deren literarischem Werk entlehnt.
Der Jugendliche Atsushi Nakajima (中島 敦), der aus dem Waisenhaus geworfen wurde, wird vom Detektiv Osamu Dazai (太宰 治) aufgelesen. Dieser hat entdeckt, dass hinter Atsushi der Weiße Tiger steckt, der regelmäßig nachts Passanten anfällt. Die Detektive offenbaren Atsushi seine ihm bisher verborgene Fähigkeit und nehmen ihn bei sich auf. So schützen sie Atsushi auch vor der Hafenmafia, die hinter ihm her ist, da auf dem Schwarzmarkt ein Kopfgeld von 7 Milliarden Yen auf den „Menschentiger“ ausgesetzt wurde. Nun soll sich der Junge bei den Detektiven nützlich machen und begleitet sie bei ihren Fällen. Dabei wird er immer wieder von deren Fähigkeiten erstaunt. Dazai, der ihn aufgelesen hat, neigt zwar stetig zu Suizidversuchen, ist ein Frauenheld und fällt seinen Kollegen auf die Nerven, ist im entscheidenden Moment aber immer hilfreich, klug und ein guter Kämpfer. Vor allem seine Fähigkeit, die übernatürlichen Kräfte anderer „ausschalten“ zu können, nutzt dem Detektiv im Kampf. Sein Partner Doppo Kunikida (国木田 独歩) ist mehr als alle anderen von Dazai genervt und stets bemüht, seine Arbeit penibel zu erledigen – wie auch im Rest seines Lebens. Mit seinem Notizbuch kann er Gegenstände erschaffen, die er darin aufschreibt. 
Der einzige ohne übernatürliche Fähigkeiten in der Detektei ist Ranpo Edogawa (江戸川 乱歩), auch wenn er glaubt seine detektivische Kombinationsgabe sei übernatürlich. Gerade diese macht ihn für die Detektei unentbehrlich und ihn selbst unheimlich selbstsicher. Jenseits der Lösung von Kriminalfällen ist Edogawa jedoch im Alltag unwissend und kann fast nichts ohne fremde Hilfe.

## Buch-Veröffentlichung
Die Serie erscheint seit Dezember 2012 im Magazin Young Ace beim Verlag Kadokawa Shoten in Japan. Der Verlag brachte die Kapitel auch in bisher 26 Sammelbänden heraus (Stand: Februar 2025). Der 13. Band verkaufte sich in den ersten drei Wochen nach Erscheinen über 148.000 mal. Eine deutsche Übersetzung erscheint seit Oktober 2017 bei Egmont Manga mit bisher 25 Bänden (Stand April 2025). Bereits zuvor war die Serie ins Englische, Französische, Spanische, Italienische und Chinesische übersetzt worden.
Eine ebenfalls von Kafka Asagiri geschriebene und von Sango Harukawa illustrierte Light-Novel-Reihe zu Bungo Stray Dogs erscheint seit April 2014 bei Kadokawa Shoten. Sie umfasst bisher acht Bände.
Seit Dezember 2015 erscheint unter dem Titel Bungo Stray Dogs Wan ein Ableger im Young Ace Up. Er wird geschrieben von Sango Harukawa, gezeichnet von Kanai Neko und umfasst bisher 13 Bände.
Eine weitere Manga-Auskopplung erschien als Bungo Stray Dogs Dead Apple, nun gezeichnet von Ganjii. Die Erstveröffentlichung war von 2018 bis 2023 im Magazin Young Ace Up und danach dann in vier Sammelbänden. Diese wurden im November 2024 und Januar 2025 in Doppelbänden auf Deutsch bei Egmont herausgegeben.
Von Dezember 2019 bis Januar 2022 erschien der Ableger Bungo Stray Dogs Beast im Magazin Gekkan Shōnen Ace. Die Zeichnungen stammten bei dieser Serie von Shiwasu Hoshikawa. Die Kapitel wurden auch in vier Sammelbänden herausgegeben. Diese erschienen im März und Mai 2023 in Doppelbänden bei Egmont Manga in einer deutschen Übersetzung von Antje Bockel. Auf Englisch erschien der Manga bei Yen Press.
Von Juli 2022 bis August 2024 erschien der Ableger Bungo Stray Dogs Dazai, Chuuya, Age Fifteen mit gleichem Team und im gleichen Magazin wie Bungo Stray Dogs Beast. Die Reihe wurde auch in vier Sammelbänden veröffentlicht wurde. Auf Deutsch erschien im August 2025 bisher ein Doppelband bei Egmont Manga.
Seit Januar 2025 erscheint erneut unter gleichen Bedingungen der Ableger Bungo Stray Dogs: Storm Bringer.

## Anime-Adaption
Eine Adaption des Mangas als Anime entstand 2016 bei Studio Bones unter der Regie von Takuya Igarashi. Das Drehbuch schrieb Yoji Enokido. Das Charakterdesign entwarf Nobuhiro Arai und die künstlerische Leitung lag bei Yumiko Kondō.
Zunächst wurden 12 je 25 Minuten lange Folgen produziert, die von 7. April bis 23. Juni 2016 von Chiba Television, Gifu Broadcasting, Mie Television Broadcasting, Nippon BS, Sun Television, Television Kanagawa, Television Saitama, Tokyo MX und TVQ Kyushu in Japan ausgestrahlt wurden. Eine zweite Staffel mit ebenfalls 12 Episoden folgte vom 6. Oktober bis 22. Dezember 2016. Eine englische Fassung wurde von Aniplus Asia gezeigt. Eine deutsche Synchronfassungen erschien bei KSM Anime.
Am 4. August 2017 erschien in Japan eine Original Video Animation zur Serie, die vom gleichen Team produziert wurde. Ein Kinofilm kam am 3. März 2018 in Japan heraus und wurde im gleichen Jahr auch in Brasilien, Mexiko und Argentinien gezeigt. Die OVA und der Kinofilm erschien mit deutscher Synchronisation bei KSM Anime. 
Eine zwölf Folgen umfassende dritte Staffel startete am 12. April 2019. Eine vierte Staffel mit 13 Episoden lief vom 4. Januar bis 29. März 2023, eine fünfte Staffel mit elf Episoden vom 12. Juli bis 20. September 2023. International mit unter anderem deutschen und englischen Untertiteln wird der Anime von Crunchyroll per Streaming veröffentlicht.

### Synchronisation
| Rolle               | japanischer Sprecher (Seiyū) | deutscher Sprecher |
| ------------------- | ---------------------------- | ------------------ |
| Atsushi Nakajima    | Yūto Uemura                  | Sebastian Fitzner  |
| Osamu Dazai         | Mamoru Miyano                | Timo Kinzel        |
| Doppo Kunikida      | Yoshimasa Hosoya             | Christian Rudolf   |
| Ryūnosuke Akutagawa | Kensho Ono                   | Daniel Schütter    |
| Naomi Tanizaki      | Chiaki Omigawa               | Alina Degener      |

### Musik
Die Musik der Serie wurde komponiert von Taku Iwasaki. Der Vorspann der ersten Staffel ist unterlegt mit dem Lied Trash Candy von Granrodeo, das Abspannlied ist Namae wo Yobu yo (名前を呼ぶよ) von Luck Life. Der Vorspanntitel der zweiten Staffel ist Reason Living von Screen Mode und für den Abspann verwendete man Kaze ga Fuku Machi (風が吹く街) von Luck Life. Der Vorspanntitel der dritten Staffel ist Setsuna no Ai von Granrodeo und das Abspannlied ist Lily von Luck Life. 
Für den Kinofilm verwendete man das Lied Deadly Drive von Granrodeo für das Opening und Bokura von Luck Life für das Ending. 